# Dasypogon insertus
Dasypogon insertus är en tvåvingeart som beskrevs av Walker 1851. Dasypogon insertus ingår i släktet Dasypogon och familjen rovflugor. Inga underarter finns listade i Catalogue of Life.